# West Adelaide Football Club

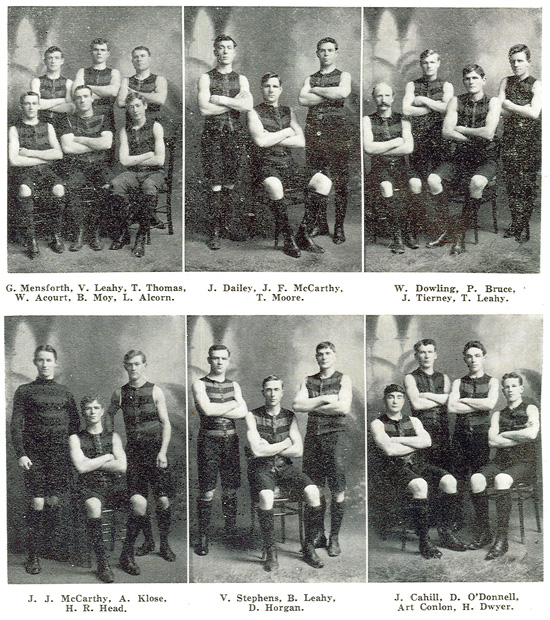
De West Adelaide Football Club in 1909

West Adelaide Football Club is een Australian footballclub in de South Australian National Football League (SANFL).
De club is vooral bekend als The Bloods en Westies. De club bevindt zich in Adelaide en won negen keer de SANFL.